# Sant Llorenç de Colldejou
Sant Llorenç de Colldejou és una església barroca de Colldejou (Baix Camp) inclosa a l'Inventari del Patrimoni Arquitectònic de Catalunya.

## Descripció
Edifici de tres naus de planta rectangular coberta a dues aigües amb teula àrab. Les capelles laterals estan bastides entre alts contraforts que sostenen el pes de la volta de la nau central. Als peus hi ha una torre campanar de secció octogonal a la zona superior com la de Febró i la Mussara. La façana està arrebossada, encapçalada per un frontó triangular. L'interior està il·luminat per un òcul sobre la porta i finestres obertes entre els contraforts laterals. La porta, allindada i senzilla, porta damunt un arc de descàrrega.

## Història
A l'arc de damunt de la porta i al pany de ferro de la mateixa hi figura la data 1864, corresponent a una reforma de l'edifici.